# Долина Ихлара

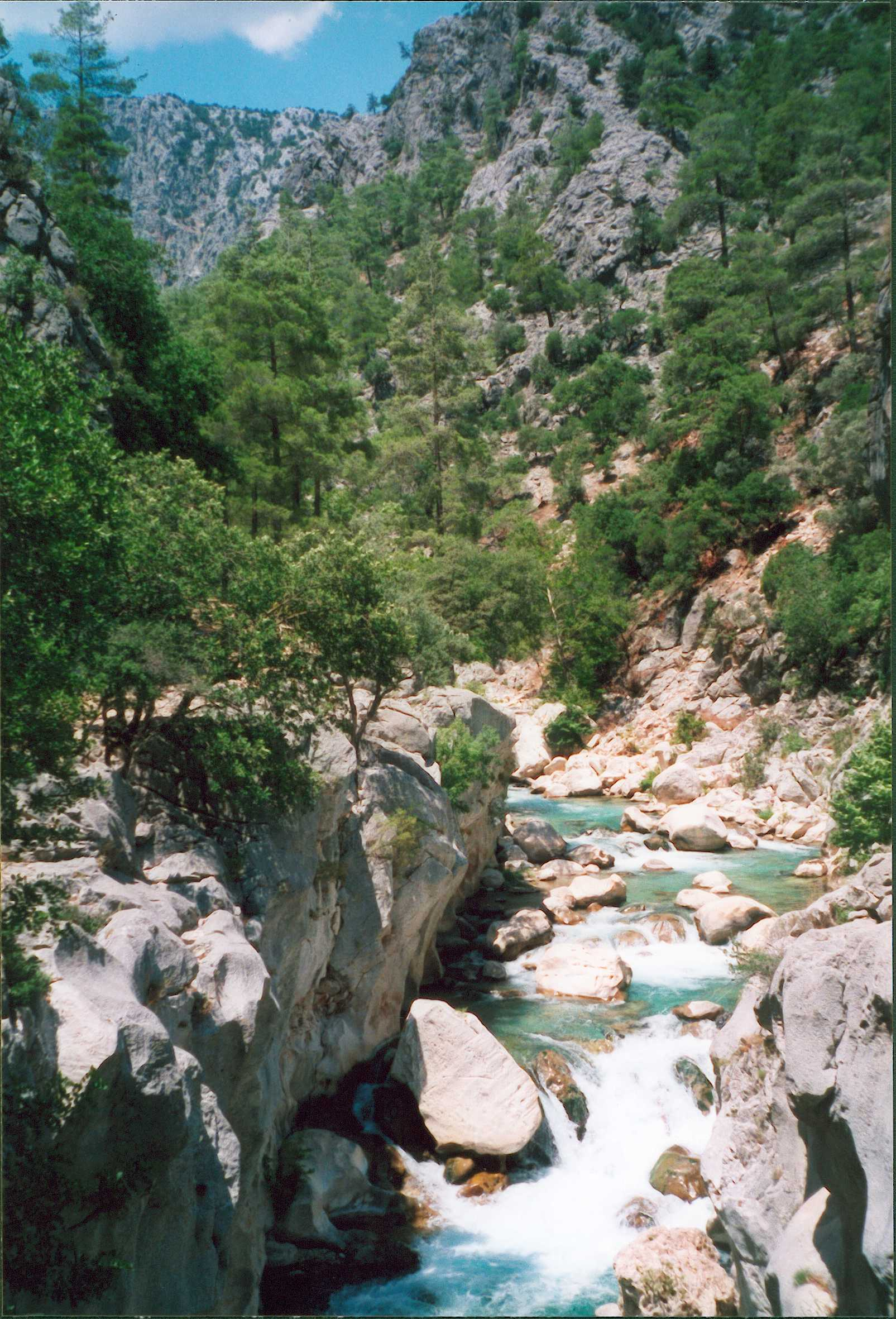
Долина Ихлара

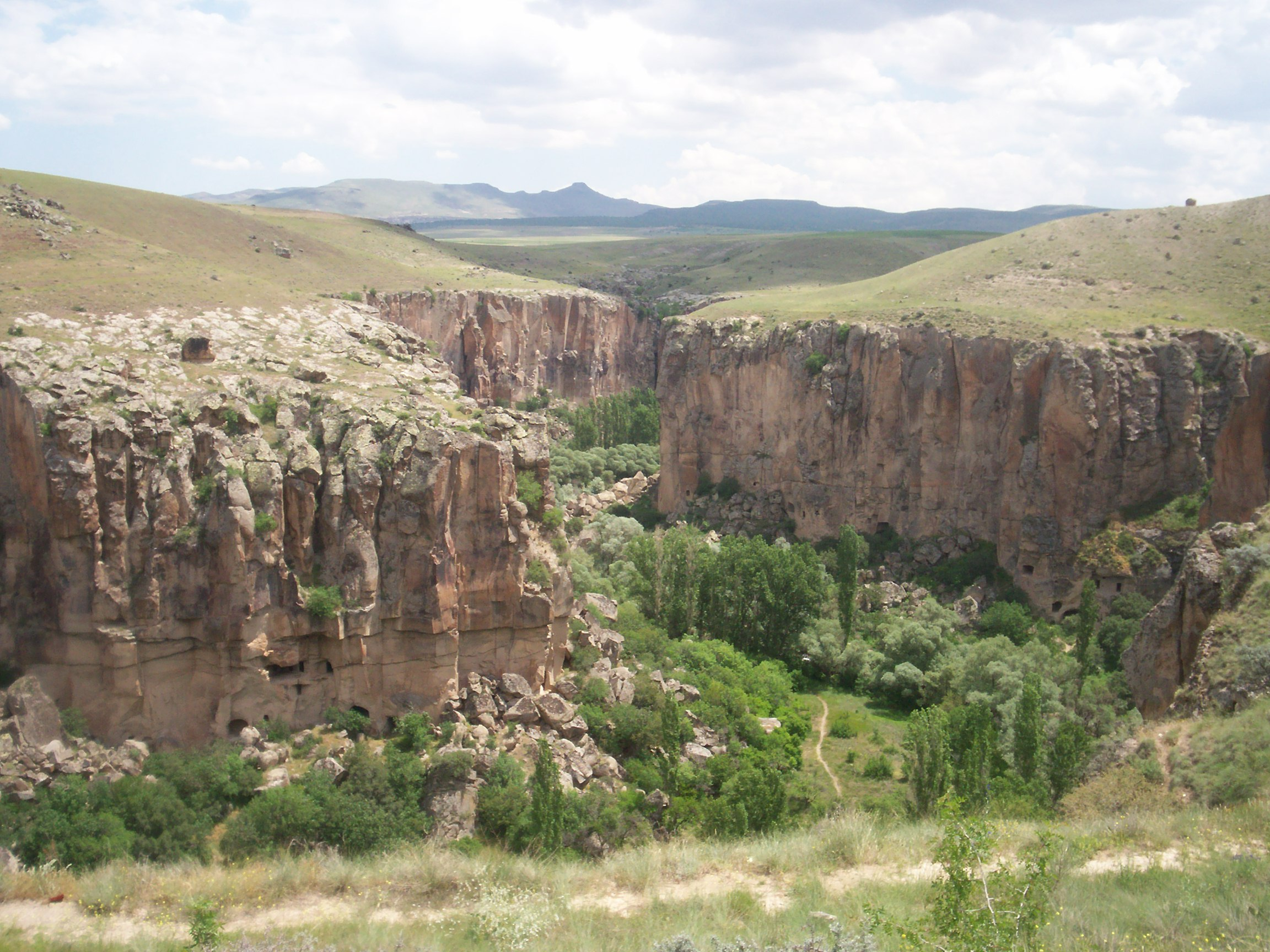
Долина Ихлара

Долина Ихлара (тур. Ihlara, Güzelyurt, византийское название — Перистрема) — каньон вулканического происхождения в Центральной Анатолии длиной 15 километров и высотой около 150 метров (начинается у селения Ихлара и заканчивается у селения Селиме). Находится на расстоянии около 40 км к югу от города Аксарай в Турции и к западу от города Нигде, на территории древней Каппадокии.

## Церкви в долине
Строительство церквей в долине началось в IV веке. Они были украшены простыми и малокрасочными фресками сирийского происхождения (начало IX века). С XI века расширилась цветовая гамма росписей, также появились мозаики.
Всего до XIV в. в долине было создано 105 церквей, 13 из них сейчас открыты для посещения:
- Церковь Эгриташ (Eğri Taş Kilise — Церковь в крутой скале)
- Церковь Кокар (Kokar Kilise — Пахнущая Церковь)
- Церковь Пюренли Сэки (Pürenli Seki Kilise)
- Церковь Каранлык (Karanlik Kale Kilisi — Темная Церковь)
- Церковь Агачалты (Ağaçalti Kilise — Церковь под деревьями)
- Церковь Сюмбюлю (Sümbülü Kilise — Церковь гиацинтов)
- Церковь Йыланлы (Yilanli Kilise — Змеиная)
- Церковь Карагедик (Karagedik Kilise)
- Церковь Кирм Дамалти (Kirk dam alti Kilise — Церковь под множеством крыш) или Св. Георгия
- Церковь Бахаттин Самаклыгы (Bahattin Samanligi Kilise — Церковь в амбаре Бахаттина)
- Церковь Дирекли (Direkli Kilise — Церковь с колоннами)
- Церковь Ала (Ala Kilise — Цветная церковь)
- Церковь Селиме (Selime Kilisi)

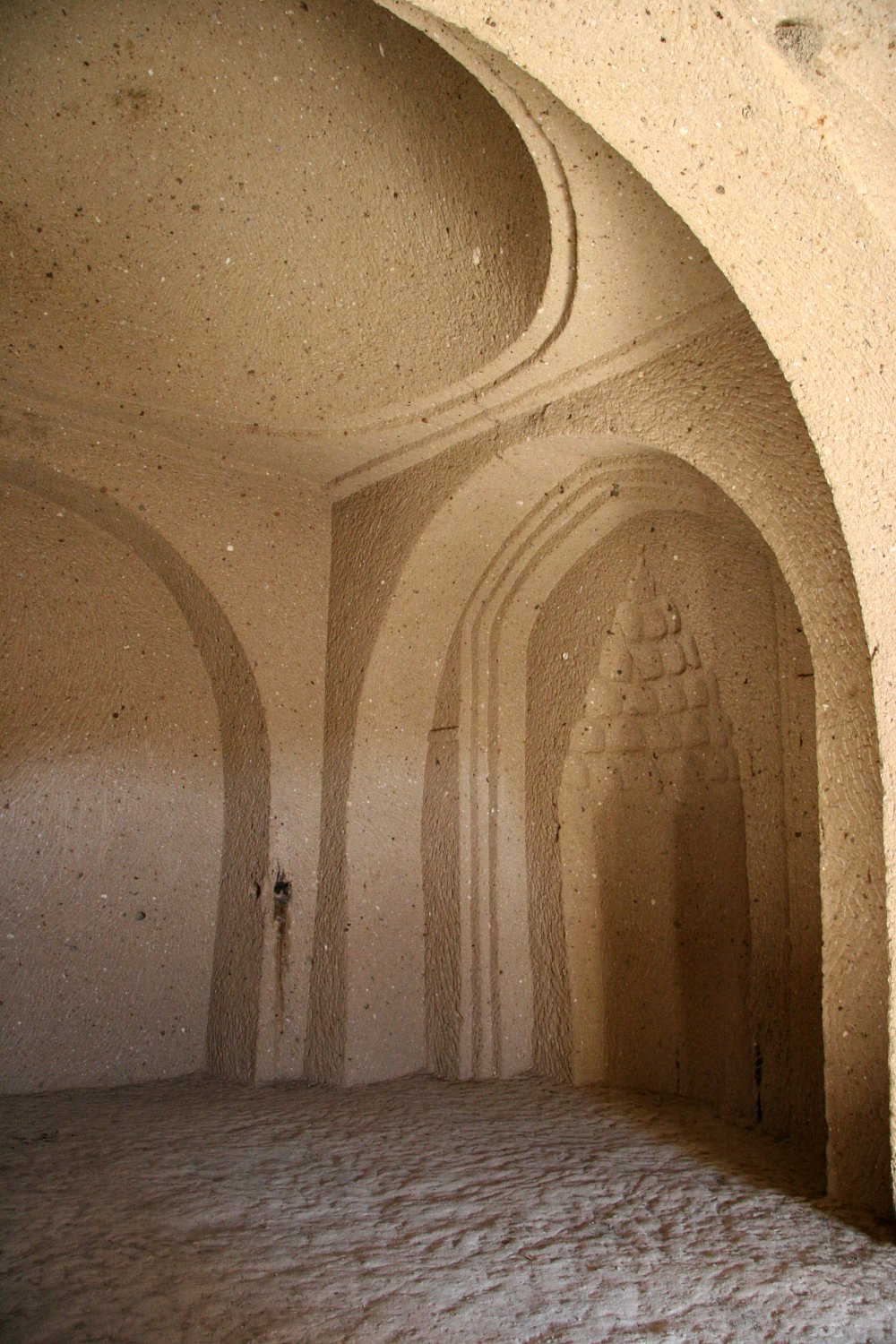
Пещерная церковь в долине Ихлара
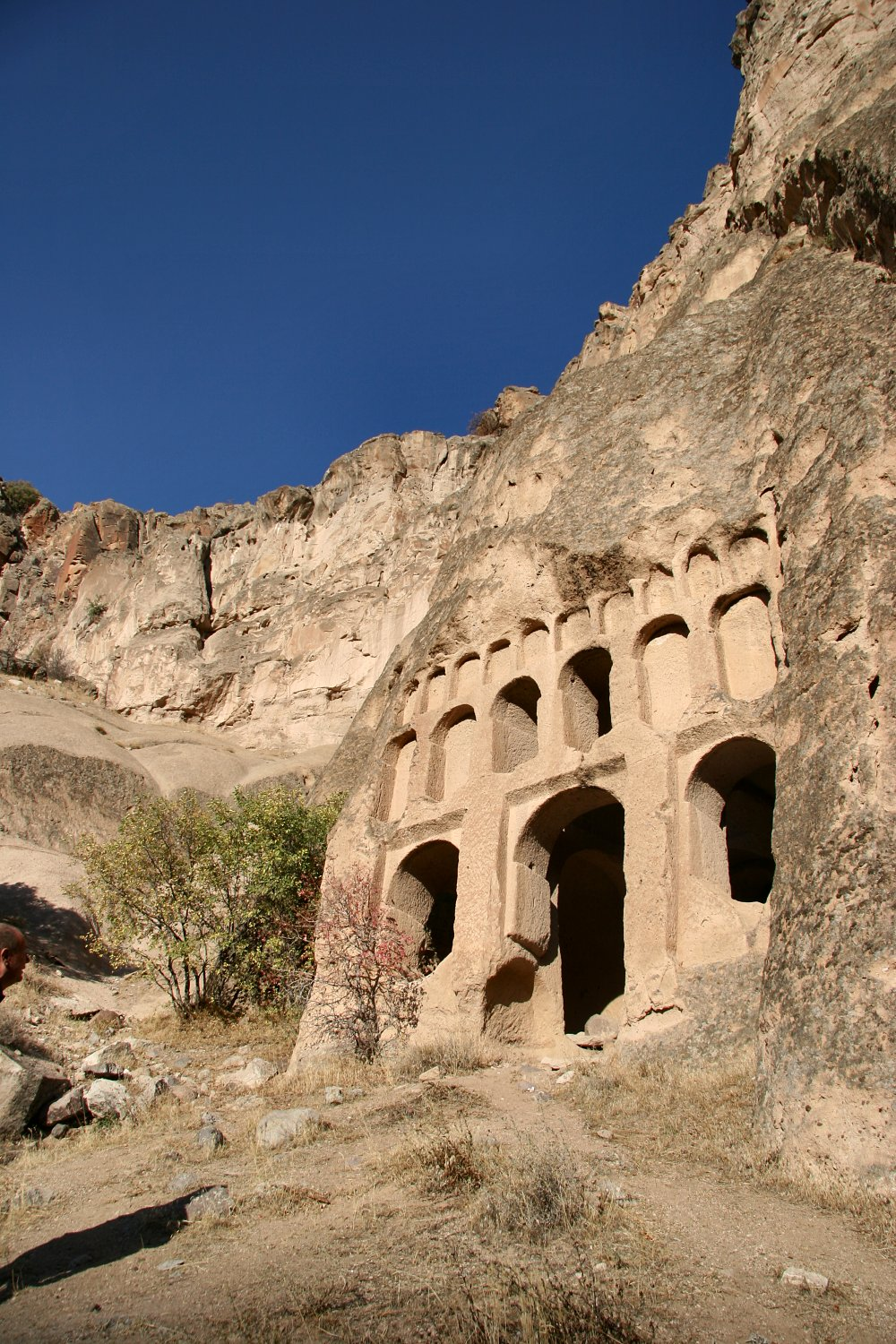
Пещерная церковь в долине Ихлара